# Głębokie Pole Subaru
Głębokie Pole Subaru (ang. Subaru Deep Field, w skrócie SDF) – fragment nieba, znajdujący się w pobliżu północnego bieguna galaktycznego, obejmujący powierzchnię zbliżoną do rozmiaru Księżyca w pełni. W badanym polu znajduje się około 150 tysięcy galaktyk, z których najdalsze znajdują się w odległości około 10 miliardów lat świetlnych. Do obserwacji wykorzystywany jest Teleskop Subaru o średnicy zwierciadła 8,2 metra  należący do Narodowego Obserwatorium Astronomicznego Japonii, zlokalizowany w Obserwatorium Mauna Kea na Hawajach.
W 2011 roku zespół astronomów z Japonii, Izraela i Stanów Zjednoczonych, kierowany przez O. Graura z Uniwersytetu w Tel Awivie w Izraelu postanowił zbadać dużą grupę bardzo odległych supernowych w SDF przy użyciu teleskopu Subaru z pracującą na nim kamerą o szerokim polu widzenia (Suprime-Cam). Czterokrotnie obserwowali jeden fragment nieba zwany Głębokim Polem Subaru (każda z sesji obserwacyjnych obejmowała kilka nocy, dzięki czemu możliwe było uzyskanie bardzo długiego czasu ekspozycji). Podczas każdej z sesji obserwacyjnych zarejestrowano około 40 supernowych w trakcie wybuchu. Łącznie naukowcy odkryli 150 supernowych, w tym 12 zaliczanych do najdalszych znanych we Wszechświecie. Analiza uzyskanych danych wykazała, że supernowe typu Ia wybuchały w młodym Wszechświecie pięciokrotnie częściej, niż zdarza się to obecnie.